# Daniel Bacquelaine
Daniel Marie Alain Baquelaine (Liegi, 30 ottobre 1952) è un politico belga vallone, membro del Movimento Riformatore. Attualmente è ministro federale delle pensioni nei governi Michel I, II e Wilmès.

## Biografia
Figlio di un pubblico ministero, dopo aver studiato medicina all'Università di Liegi, si è trasferito a Chaudfontaine come medico generico.
Allo stesso tempo, ha intrapreso una carriera scientifica con un Master in medicina generale. Autore di numerose pubblicazioni, insegna sia in Belgio che all'estero. Si è laureato in Mesoterapia presso l'Università di Bordeaux.
Bacquelaine è anche presidente della Belgian Scientific Society of Mesotherapy, è stato inoltre vicepresidente della Società internazionale di mesoterapia tra il 1996 e il 2003. È membro dell'Assemblea parlamentare euromediterranea e membro supplente del Consiglio consultivo interparlamentare del Benelux.
Nel dicembre 2010 ha dichiarato di essere candidato per la direzione del Movimento Riformatore. Durante queste elezioni parlamentari, ha ottenuto quasi il 46% dei voti.

## Carriera politica
All'università, viene coinvolto nei movimenti studenteschi liberali. All'interno della FELU (Federazione degli Studenti Liberali di Liegi), in particolare conduce la fronda contro un progetto di riforma condotto dai due Ministri dell'Istruzione Nazionale del tempo, il francofono Antoine Humblet e il fiammingo Herman De Croo.
Ha iniziato la sua carriera politica come consigliere comunale nel 1983 a Chaudfontaine. Rieletto nel 1989, è diventato assessore alle finanze, sport e spa nel 1989, prima di diventare sindaco l'8 ottobre 1992 è vicepresidente della Conferenza dei Sindaci dell'Arrondissement di Liegi.
Le elezioni comunali del 1994, 2000, 2006 e 2012 che hanno determinato successo, hanno rafforzato i risultati elettorali della lista MR • IC guidata da Daniel Bacquelaine. Nelle elezioni comunali del 2012, ha ottenuto la maggioranza assoluta di 17 seggi su 27.
È anche consigliere provinciale di Liegi dal 1988 al 1994 ed è il leader del gruppo PRL dal 1992 al 1994. Durante questo periodo, presiede la Commissione provinciale per la prevenzione delle dipendenze.
Bacquelaine è stato deputato federale a seguito delle elezioni legislative del 24 novembre 1991. È entrato alla Camera dei rappresentanti il 20 luglio 1994, con l'addio di Jean Gol per sedere al Parlamento europeo. È stato rieletto nelle elezioni del 1995, 1999, 2003, 2007, 2010 e 2014. In seguito alle elezioni del 13 giugno 1999 divenne capogruppo PRL-FDF-MCC, che diventerà il gruppo MR nel 2002, alla Camera dei rappresentanti.
Il 10 maggio 2008 è diventato presidente della Federazione provinciale del Movimento Riformatore di Liegi.
Durante le elezioni federali del 25 maggio 2014, durante le quali ha guidato la lista MR alla Camera nei pressi di Liegi, ha prodotto il miglior punteggio personale (46 230 voti) in tutte le liste.
L'11 ottobre 2014 ha lasciato la carica di Presidente del gruppo per diventare Ministro federale delle pensioni durante la formazione del governo. È stato sostituito come leader del gruppo da Denis Ducarme. È il promotore della legge Bacquelaine, che riduce le pensioni degli ex disoccupati.

## Vita privata
Sposato, ha tre figli.